# Hiram Percy Maxim
Hiram Percy Maxim (2 de septiembre de 1869 y 17 de febrero de 1936) fue un inventor estadounidense, pionero de la radio y cofundador (con Clarence D. Tuska) de la American Radio Relay League (ARRL). Originalmente tenía el indicativo de radioaficionado SNY, 1WH, 1ZM, (después de la Primera Guerra Mundial) 1AW, y más tarde W1AW, que actualmente es el distintivo de llamada de la estación del club sede de la ARRL. Su transmisor por salto de chispa rotativo (spark-gap transmitter), denominado coloquialmente "Old Betsy", tiene un lugar de honor en la sede de la ARRL.

## Primeros años
Maxim era el hijo de Sir Hiram Stevens Maxim, inventor de la ametralladora Maxim. Además, era el sobrino de Hudson Maxim, un inventor de explosivos y propelentes balísticos. Tenía dos hermanas, Florence Maxim, que se casó con George Albert Cutter, y Adelaide Maxim, que se casó con Eldon Joubert, afinador de los pianos de Ignacy Jan Paderewski. Hiram era graduado de ingeniería mecánica, clase de 1886, del Instituto Tecnológico de Massachusetts (tras una carrera de dos años).
A partir de 1892 Maxim trabajó en la American Projectile Company de Lynn, Massachusetts, y por las noches se dedicaba a desarrollar su propio motor de combustión interna. Admitió su ignorancia de los desarrollos de motores realizados en Alemania por Maybach, Daimler y Benz, y luego explicó que "estaba asombrado por la cantidad de tiempo requerida para construir un motor pequeño". Además, quedó horrorizado por el resultado una vez que finalmente logró mantener la combustión. El motor "temblaba, se agitaba, traqueteaba, escupía aceite, fuego, humo y olía, y para una persona a la que le desagradaba la maquinaria de forma natural y que había sido educada con la elegancia y perfección de los hermosos carruajes tirados por caballos, era repugnante..."
A principios de 1895, Maxim visitó al coronel Albert Augustus Pope en Hartford, lo que lo llevó a ser contratado para la división de vehículos de motor de Bicicletas Pope. Su vehículo no estaba listo a tiempo para la carrera Times-Herald en noviembre, pero Maxim fue capaz de llegar a Chicago y servir como juez del evento. Condujo el vehículo presentado por Morris y Salom, el Electrobat II.
En 1899, con Maxim al volante, el Pope Columbia, un automóvil impulsado por gasolina, ganó la primera carrera de automóviles en circuito cerrado en los EE. UU. en Branford (Connecticut). Columbia continuó produciendo automóviles de gasolina hasta 1913, y también fue un importante fabricante de automóviles y camiones eléctricos.

## Matrimonio y familia
Se casó con Josephine Hamilton, hija del exgobernador de Maryland William T. Hamilton el 21 de diciembre de 1898, en Hagerstown, Maryland, y tuvieron un hijo, Hiram Hamilton Maxim, y una hija, Percy Hamilton Maxim, que se casó con John Glessner Lee, el nieto de John J. Glessner. La Casa de John J. Glessner, diseñada por Henry Hobson Richardson es ahora un hito en Chicago. Percy Maxim Lee (1906-2002) fue presidente de la League of Women Voters de 1950 a 1958 y testificó en el Senado de los Estados Unidos contra el senador Joseph McCarthy en 1955.

## Logros
Maxim también es conocido como el inventor del "Maxim Silencer", un silenciador para armas de fuego patentado en 1908.
Creó el ARRL en 1914 como respuesta a la falta de un grupo organizado de estaciones de "retransmisión" para transmitir mensajes a través de la radioafición. Los mensajes retransmistidos le permitieron viajar más allá del alcance de cualquier estación individual en ese momento.
Maxim fundó la Liga de Cine Aficionado en Nueva York en 1926; fue elegido presidente. La liga publicaba una revista mensual, titulada "Movie Makers".
Maxim escribió un divertido relato de su juventud en el libro titulado "Un genio en la familia: Sir Hiram Stevens Maxim a través de los ojos de su hijo pequeño". Este libro se adaptó a la pantalla como So Goes My Love. H. P. Maxim relató sus días como pionero del automóvil en su libro "Horseless Carriage Days" y también escribió el libro "Life's Place in the Cosmos", una descripción de la ciencia contemporánea que suponía que la vida existía fuera de la tierra.
Su hija, Percy Maxim Lee (1906-2002) se convirtió en presidenta de la Liga de Mujeres Votantes de los Estados Unidos y fue nombrada por el presidente Kennedy para el Consejo Asesor del Consumidor, que luego presidió. Fue defensora de los debates de los candidatos presidenciales y opositora al abuso del senador Joseph McCarthy.

## Muerte
Hiram Percy Maxim regresaba a su casa en Hartford, en febrero de 1936, tras un viaje a California para visitar el Observatorio Lick. Cayó enfermo y fue llevado del tren a un hospital en La Junta (Colorado), donde murió el día siguiente, 17 de febrero de 1936. Hiram P. Maxim fue enterrado en el Rose Hill Cemetery (Maryland) en Hagerstown (Maryland), en la parcela de los Hamilton, perteneciente a la familia de su esposa.

## Patentes
- Patente USPTO n.º 594805:  Vehículo de motor  (vehículo eléctrico de batería)
- Patente USPTO n.º 757941:  Vehículo de motor en marcha
- Patente USPTO n.º 772571:  Vehículo de motor eléctrico
- Patente USPTO n.º 845106:  Vehículo de carretera de motor
- Patente USPTO n.º 916885:  Arma de fuego silenciosa  emitida el 30 de marzo de 1909.

## Libros
- El lugar de la vida en el cosmos , Nueva York: D. Appleton, 1933.
- Un genio en la familia , Nueva York: Harper, 1936.
- Horseless Carriage Days , Nueva York: Harper, 1936.

## Biografía
- Schumacher, Alice Clink, "Hiram Percy Maxim, padre de la radio amateur", Great Falls, MT: Schumachers, 1970.